# Triumphis distorta
Triumphis distorta is een slakkensoort uit de familie van de Pseudolividae. De wetenschappelijke naam van de soort is voor het eerst geldig gepubliceerd in 1828 door Wood.